# Çağla Demirsal

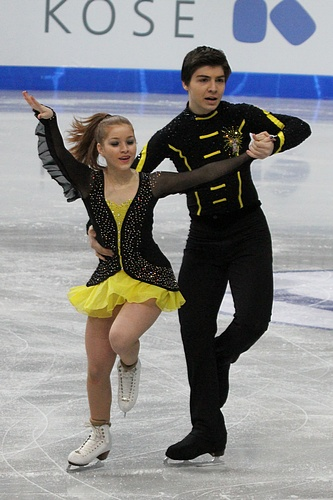
Çağla Demirsal i Berk Akalın el 2012

Çağla Demirsal (Kocaeli, 23 de gener de 1995) és una esportista turca, la qual, juntament amb Berk Akalın formà part de la primera parella turca que va guanyar una medalla de bronze en una competició internacional de patinatge artístic (en l'Open de Patinatge Artístic de Sarajevo de 2016). Ambdós esportistes també han estat entre les parelles finalistes del 38è Campionat Mundial de Patinatge Artístic de l'any 2013, en la categoria ice dancing. Demirsal pertany al club esportiu Kocaeli Büyükşehir Belediye Kağıtspor i estudia a la Universitat de Gediz d'Esmirna.